# Fairfax Media
Fairfax Media var en medievirksomhed i Australien og New Zealand med investeringer i aviser, magasiner, radio og internetaktiviteter. Virksomheden blev grundlagt som John Fairfax and Sons af John Fairfax, da han købte avisen The Sydney Morning Herald i 1841. Fairfax-familien kontrollerede virksomheden indtil slutningen af det 20. århundrede.
Virksomheden ejede flere regionale og nationale australske aviser som The Age, Australian Financial Review og Canberra Times , majoritetsandel i ejendomsmæglerportalen Domain Group og Macquarie Radio Network samt joint ventures i streamingtjenesten Stan og netavisen HuffPost Australia.
26. juli 2018 annoncerede Fairfax Media og medieselskabet Nine Entertainment Co., at de var enige om en fusion mellem de to virksomheder. Aktieejerne i Nine Entertainment Co. fik 51% af aktierne i det nye selskab og aktiejerne i Fairfax fik 49%. Fairfax Media blev afnoteret fra den australske børs, Australian Securities Exchange, i december 2018. De store aviser blev herefter udgivet af Nine Publishing, mens de mange regionalaviser blev solgt fra. Mange af virksomhedens andre aktiver, som de mange regionalaviser, blev solgt fra efter fusionen.

## Fairfax arkivsamling
- Fairfax Media Limited Business Archive, dokumenterer fem generationer af Fairfax-familiens ejerskab af virksomheden, 1795–2006. State Library of New South Wales MLMSS 9894 
  - Series 001: Minutes of the meetings of the Board of Directors of John Fairfax Limited, 1956-1985
  - Series 005: Annual reports of The Sun Newspaper Company Limited, 1911-1919
  - Series 006: Annual Reports of Sun Newspapers Limited, 1921-1930|
  - Series 029: Index to the Minutes of the Meetings of the Board of Directors of Associated Newspapers Limited, 1937-1951
  - Series 033: Rough Minute Books of meetings of Daily Telegraph News Pictorial Limited, 1927-1930
  - Series 038: Consolidated Annual Accounts John Fairfax & Sons Pty Ltd and subsidiaries, 1927-1979